# Tousnina
Tousnina (em árabe: توسنينة) é uma comuna localizada na província de Tiaret, Argélia. Sua população estimada em 2008 era de 12 421 habitantes.